# Tilstone Fearnall
Tilstone Fearnall is een civil parish in het bestuurlijke gebied Cheshire West and Chester, in het Engelse graafschap Cheshire met 150 inwoners.